# Hibbertia podocarpifolia
Hibbertia podocarpifolia är en tvåhjärtbladig växtart som beskrevs av Schlechter. Hibbertia podocarpifolia ingår i släktet Hibbertia och familjen Dilleniaceae. Inga underarter finns listade i Catalogue of Life.